# Pouy-Roquelaure
Pouy-Roquelaure är en kommun i departementet Gers i regionen Occitanien i sydvästra Frankrike. Kommunen ligger i kantonen Lectoure som tillhör arrondissementet Condom. År 2022 hade Pouy-Roquelaure 115 invånare.

## Befolkningsutveckling
Antalet invånare i kommunen Pouy-Roquelaure
Referens:INSEE